# Новосиверская
Новоси́верская (фин. Hynnisen Siiverska) — деревня в Гатчинском муниципальном округе Ленинградской области.

## История
Сельцо Северско Новое упоминается среди населённых пунктов Никольского Грезневского погоста по переписи 1500 года.
Затем как деревня Siuerscha Nouoie by в Грезневском погосте в шведских «Писцовых книгах Ижорской земли» 1618—1623 годов.
На карте Ингерманландии А. И. Бергенгейма, составленной по материалам 1676 года, она обозначена как деревня Nowa Siwersk.
На шведской «Генеральной карте провинции Ингерманландии» 1704 года — как Novasiwarska.
На карте Санкт-Петербургской губернии Я. Ф. Шмидта 1770 года упоминаются два соседних селения: мыза Сиверска (современная д. Старосиверская) и деревня Сиверска (современная д. Новосиверская).

СИВЕРСКО — деревня Беля, коллежского советника наследников, число жителей по ревизии: 218 м. п., 246 ж. п. (1838 год)

Согласно карте Ф. Ф. Шуберта в 1844 году деревня Новая Сиверская насчитывала 63 крестьянских двора.
В пояснительном тексте к этнографической карте Санкт-Петербургской губернии П. И. Кёппена 1849 года она записана как деревня Hynnisen Siwerska (Сиверско, Новая Сиверская), финское население которой по состоянию на 1848 год составляли савакоты — 126 м. п., 134 ж. п., всего 260 человек, а также присутствовало русское население, количество которого не указано.

СИВЕРСКО НОВОЕ — деревня господ Паркенсон, Штенрок и Валгович, по просёлочной дороге, число дворов — 76, число душ — 199 м. п.
(1856 год)

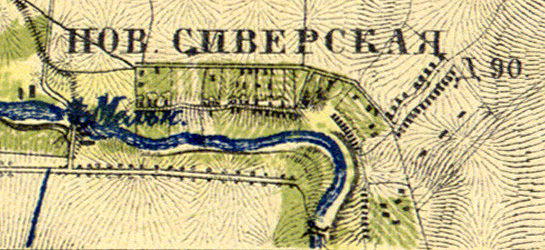
План деревни Новосиверская. 1860 год

Согласно «Топографической карте частей Санкт-Петербургской и Выборгской губерний» в 1860 году в деревне Новосиверская было 90 дворов и мельница.

СИВЕРСКАЯ (МАРИЕНГОФ) — мыза владельческая при реке Оредежи, число дворов — 1, число жителей: 20 м. п., 10 ж. п.; Завод лесопильный. 

СИВЕРСКО НОВОЕ (НОВО-СИВЕРСКАЯ) — деревня владельческая при колодце и речке Мондовке, число дворов — 99, число жителей: 207 м. п., 251 ж. п. (1862 год)

В 1862 году временнообязанные крестьяне деревни выкупили свои земельные наделы у Н. Д. Путятина, Е. А. Вансович и В. А. Родионовой и стали собственниками земли.
Сборник Центрального статистического комитета описывал её так:

НОВО-СИВЕРСКА — деревня бывшая владельческая при реке Оредеже, дворов — 87, жителей — 376; часовня, 2 лавки.  (1885 год).

В 1886 году в деревне открылась первая школа. Учителями в ней работали «М. Мартинсон и м-ль Дубровицкая».
Согласно данным первой переписи населения Российской империи:

НОВО-СИВЕРСКАЯ (БЕЛЬСКО-СИВЕРСКАЯ) — деревня, православных — 466, протестантов — 297, мужчин — 399, женщин — 370, обоего пола — 769. (1897 год)

Деревня имела деление на «русский конец» и «чухонский конец».
В конце XIX — начале XX века деревня административно относилась к Рождественской волости 2-го стана Царскосельского уезда Санкт-Петербургской губернии. Население деревни было однородным — финским.
По данным «Памятной книжки Санкт-Петербургской губернии» за 1905 год мызы Сиверское и Маргусы общей площадью 1201 десятина принадлежали генерал-адъютанту, барону Владимиру Борисовичу Фредериксу.
В 1913 году деревня насчитывала 104 двора.
Согласно данным переписи населения СССР 1926 года в деревне Ново-Сиверская Новосиверского сельсовета Рождественской волости Троцкого уезда проживал 971 человек, большинство из них русские и финны, а также эстонцы, литовцы, поляки и французы. В 1928 году население деревни также составляло 971 человек.

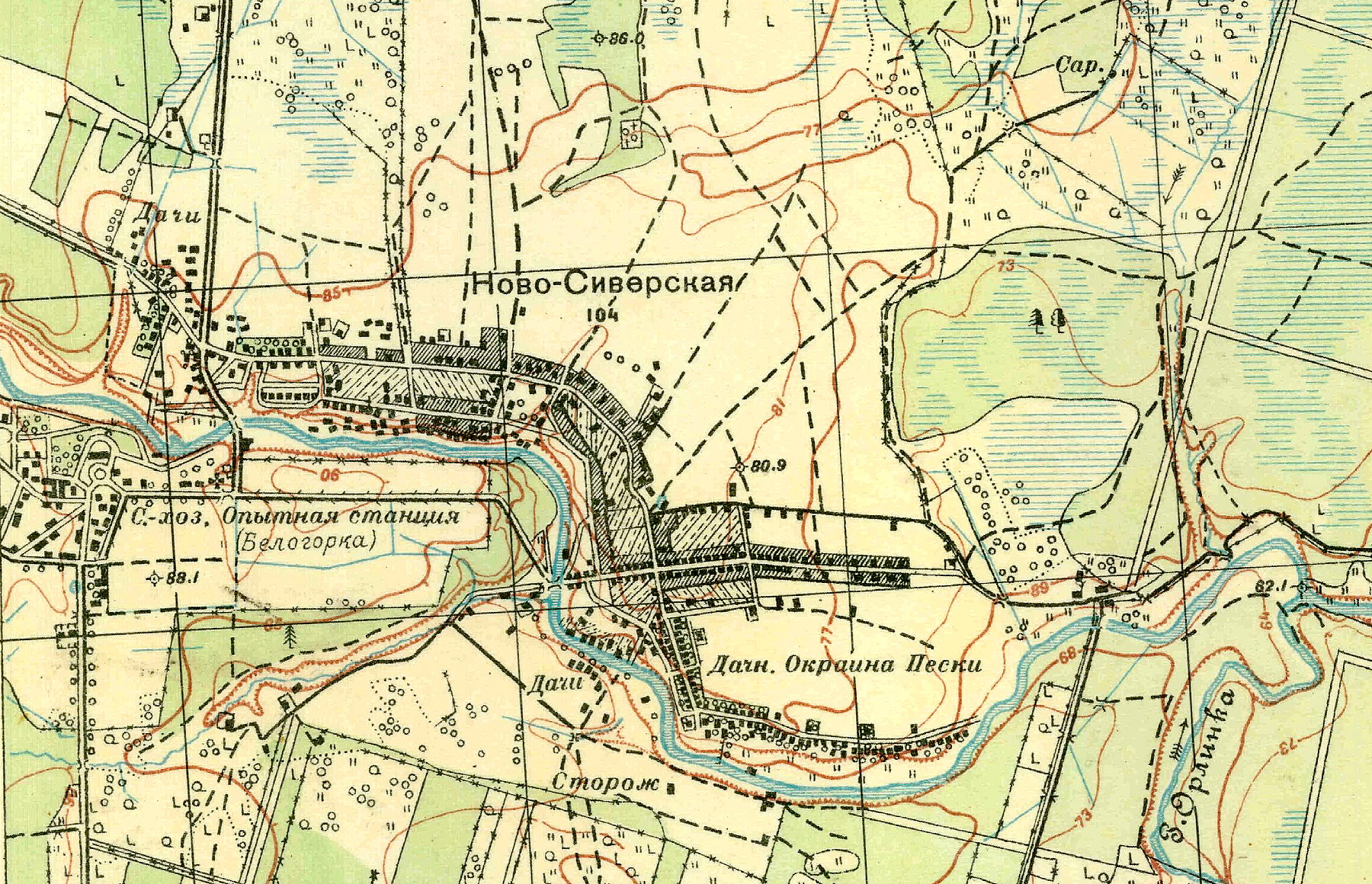
Деревня Новосиверская на карте 1931 года

Согласно топографической карте РККА 1931 года деревня насчитывала 104 двора, в центре деревни находилась часовня.
По данным 1933 года деревня называлась Ново-Сиверская и входила в состав Сиверского сельсовета Красногвардейского района.
В 1958 году население деревни составляло 646 человек.
По данным 1966, 1973 и 1990 годов деревня называлась Новосиверская и входила в состав Сиверского сельсовета Гатчинского района.
В 1997 году в деревне проживали 447 человек, в 2002 году — 542 человека (русские — 83%), в 2007 году — также 542.

## География
Деревня расположена в юго-западной части района на автодороге 41К-099 (Сиверский — Куровицы).
Расстояние до административного центра поселения, посёлка городского типа Сиверский — 10 км.
Расстояние до ближайшей железнодорожной станции Сиверская — 4 км.
Деревня находится на левом берегу реки Оредеж, к востоку от станции Сиверская.

## Демография
| 1862 | 2007 | 2010 | 2017 |
| ---- | ---- | ---- | ---- |
| 458  | ↗542 | ↗612 | ↗658 |

### Национальный состав
Согласно данным Всероссийской переписи населения 2021 года в деревне проживали 510 человек, из них:
 русские — 449, финны-ингерманландцы — 19, белорусы — 18, украинцы — 4, армяне — 2, узбеки — 2, латыши — 1, мордва-мокша — 1, немцы — 1, таджики — 1, татары — 1, цыгане — 1, другие национальности — 3 человека, остальные национальность не указали.

## Предприятия и организации
Очистные сооружения.

## Транспорт
От Сиверского до Новосиверской можно доехать на автобусе № 511.

## Достопримечательности
- Близ деревни находится курганно-жальничный могильник XI—XIV веков[35]

## Фото

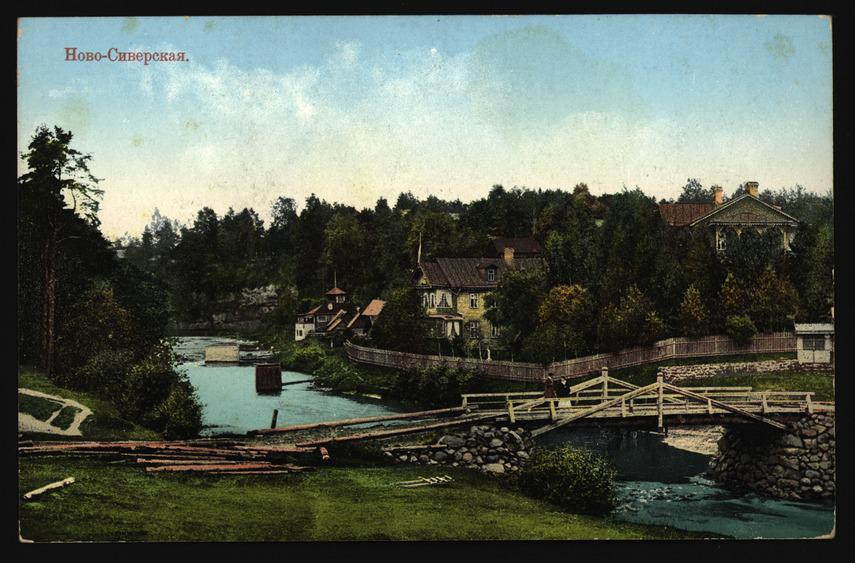
Новосиверская до революции
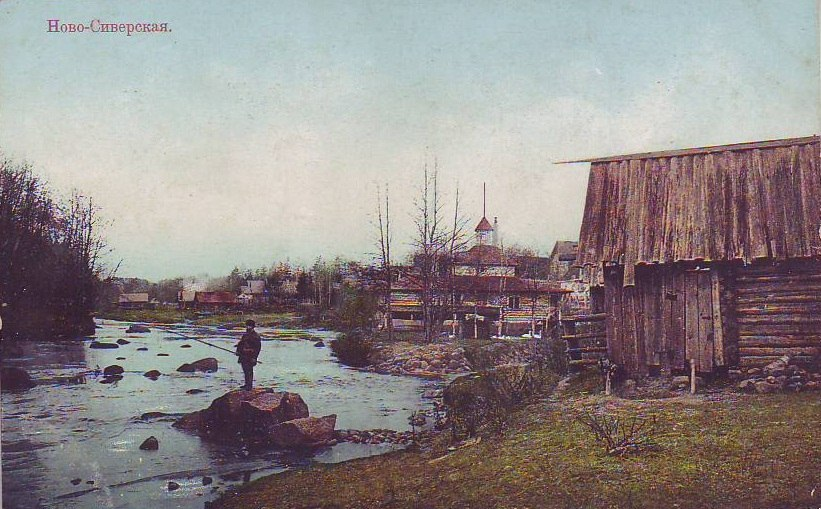
Новосиверская. Открытка начала XX века
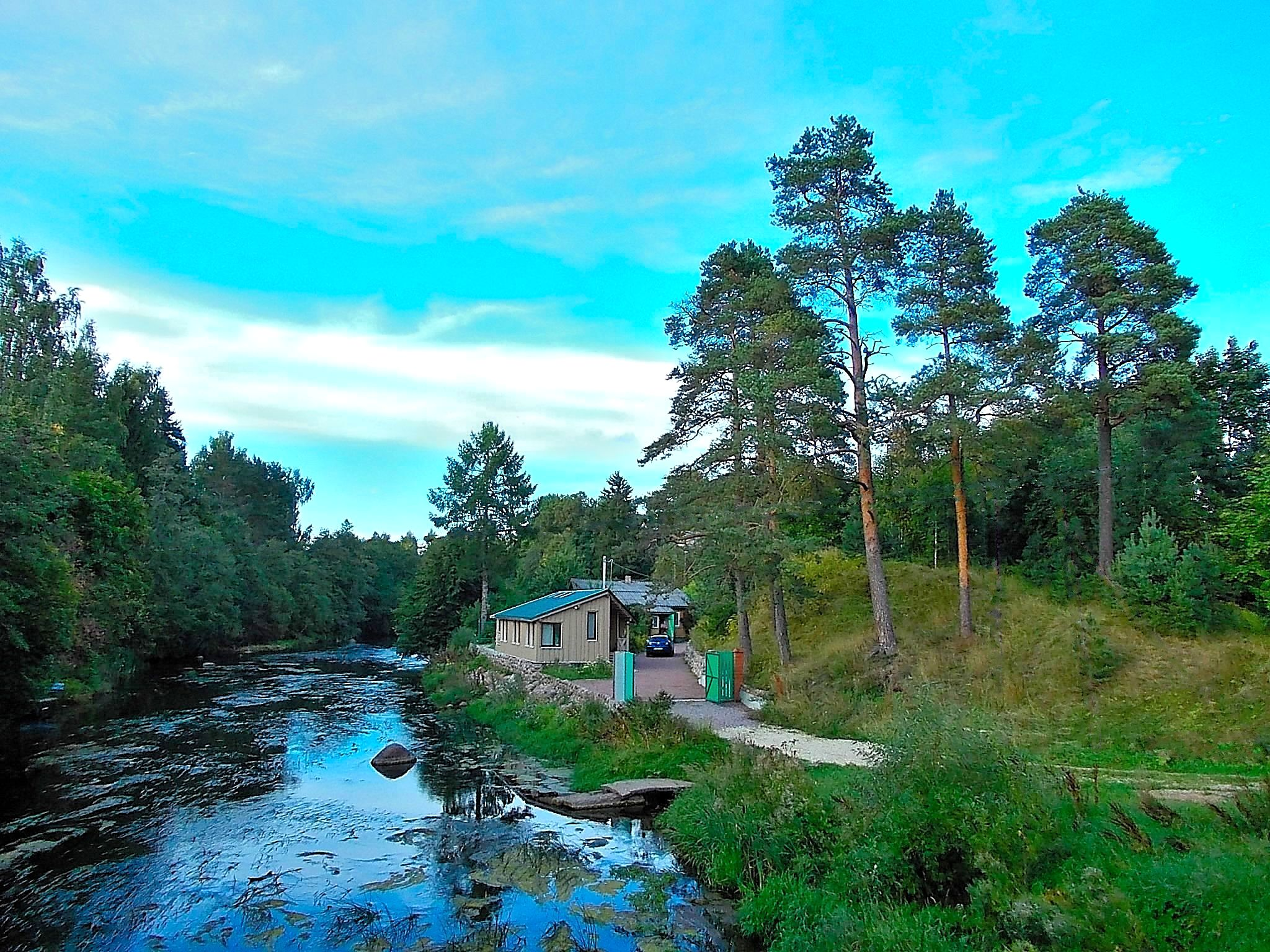
Река Оредеж в Новосиверской

## Улицы
Горская, Дружносельское лесничество, Елисеевская, Заречная, Зелёная Гора, Ивана Шишкина, И. Шварца, Конюшенная, Красная, Кустарная, Малая Песочная, Надежды, Огородная, Парковая, Песочная, Пляжный переулок, Пушкинская, Речная, Солнечный переулок, Сосновый переулок, Стахановская, Финский край.